# Bucloc
Bucloc è una municipalità di sesta classe delle Filippine, situata nella provincia di Abra nella Regione Amministrativa Cordillera.
Bucay è formata da 4 baranggay:
- Ducligan
- Labaan
- Lamao (Pob.)
- Lingay